# Réservoir de Saint-Michel
Réservoir de Saint-Michel (również pod nazwą lac Saint-Michel lub lac de Brennilis) – sztuczne jezioro w północno-zachodniej Francji, w Bretanii, w departamencie Finistère.
Jezioro ma powierzchnię 450 hektarów i zostało stworzone poprzez zalanie w latach 1929-1936 bagien i torfowisk Yeun Elez. Było to możliwe dzięki budowie długiej na 510 m zapory wodnej Nestavel na niewielkiej rzeczce Ellez, zasilającej wyżej wspomniane mokradła. Zbiornik powstał na potrzeby hydroelektrowni Saint Herbot.
W latach 1966–1985 jego wody służyły do chłodzenia eksperymentalnego reaktora w elektrowni jądrowej Brennilis.